# Gnomidolon fuchsi
Gnomidolon fuchsi là một loài bọ cánh cứng trong họ Cerambycidae.